# Victor Saúde Maria
 (février 2021).
Victor Saúde Maria (1939-25 octobre 1999) est un homme politique de Guinée-Bissau. Il a été le premier ministre des Affaires étrangères du pays (1974-1982) puis Premier ministre du 14 mai 1982 au 10 mars 1984, lorsqu'il a fui au Portugal après une lutte de pouvoir avec le président João Bernardo Vieira

## Biographie
Il a été le premier ministre des Affaires étrangères du pays (1974-1982) puis Premier ministre du 14 mai 1982 au 10 mars 1984, date à laquelle il a fui au Portugal après une lutte de pouvoir avec le président João Bernardo Vieira, craignant d'être exécuté sommairement après avoir entendu Nino Vieira l'accuser de « haute trahison ».
Victor Maria rentre d'exil fin 1990 et fonde le Parti social-démocrate uni (PUSD) en 1992. Il se présente à la présidence en 1994, se classant septième et obtenant 2,07% des voix Il a dirigé la PUSD jusqu'à son assassinat en 1999.